# Tomba del martire Quinziano
La tomba del martire Quinziano si trova nell'omonima località nel territorio di Alatri. 
Nel 529 Benedetto da Norcia effettuò il viaggio da Subiaco a Montecassino; passando per Alatri fu ospitato dall'abate Servando nel protocenobio di San Sebastiano e, secondo il cardinal Alfredo Ildefonso Schuster, visitò la tomba di san Quinziano Martire.
Ora ad Alatri resta il toponimo dell'omonimo santo in contrada Chiappitto. Il sepolcro dimostrerebbe la presenza di cristiani nella zona ben prima del VI secolo, a cui risale la prima attestazione di un vescovo nella città.